# Rubén Rochina
Rubén Rochina Naixes (Valencia, 23 maart 1991) is een Spaans voetballer die doorgaans als aanvaller speelt. Hij verruilde Roebin Kazan in juli 2018 voor Levante UD, dat hem in het voorgaande halfjaar al huurde.

## Clubvoetbal
Rochina speelde tot op dertienjarige leeftijd in de jeugd bij Valencia CF, waarna hij naar FC Barcelona vertrok. In het seizoen 2006/07 speelde hij in het Cadete A-team van FC Barcelona's jeugdopleiding, een elftal dat met verder onder meer Gai Assulin en Thiago Alcántara. In 2007 werd Rochina overgeheveld naar de Juvenil B. Daar werd hij topscorer van het team met onder meer hattricks tegen Gimnàstic de Tarragona en UE Castelldefels. Op 23 december 2007 debuteerde Rochina tegen Alicante CF voor de Juvenil A, het hoogste jeugdelftal van de club. In het restant van het seizoen was hij meerdere malen trefzeker en Rochina eindigde als tweede op de topscorerslijst van de Juvenil A achter Iago Falqué. De aanvaller maakte tegen Real Murcia een hattrick. Met vier doelpunten in het toernooi om de Copa del Rey Juvenil had Rochina een belangrijk aandeel in de finaleplaats van het team in 2008. Sevilla FC was met 2-0 te sterk in de eindstrijd. In de seizoenen 2008/09 en 2009/10 speelde Rochina afwisselend voor de Juvenil A en FC Barcelona B. Met de Juvenil A won hij in 2009 de regionale groep van de División de Honor en de Copa de Campeones. In 2010 werd de regionale titel geprolongeerd. Rochina was met zeventien doelpunten topscorer van de Juvenil A.
Op 9 september 2008 speelde hij in de Copa de Catalunya tegen UE Sant Andreu zijn eerste wedstrijd voor het eerste elftal van FC Barcelona. Rochina kwam in de tweede helft als vervanger van Sergio Busquets in het veld. Vanwege een gebrek aan speeltijd bij FC Barcelona B in het seizoen 2010/11 vertrok Rochina in januari 2011 naar Blackburn Rovers.

## Clubstatistieken
| Seizoen    | Club                    | Competitie            | Wed. | Goals |
| ---------- | ----------------------- | --------------------- | ---- | ----- |
| 2006/07    | FC Barcelona Juvenil B  | Liga Nacional Juvenil | 24   | 21    |
| 2007/08    | FC Barcelona Juvenil B  | Liga Nacional Juvenil | 30   | 26    |
| 2008/09    | FC Barcelona Juvenil A  | División de Honor     | 17   | 14    |
| 2009/10    | FC Barcelona Juvenil A  | División de Honor     | 18   | 17    |
| 2009/10    | FC Barcelona Juvenil A  | División de Honor     | 11   | 10    |
| 2010/11    | FC Barcelona B          | Segunda División A    | 13   | 2     |
| 2010/11    | Blackburn Rovers        | Premier League        | 4    | 0     |
| 2011/12    | Blackburn Rovers        | Premier League        | 13   | 2     |
| 2012/13    | Blackburn Rovers        | Engeland Championship | 18   | 2     |
| 2012/13    | → Real Zaragoza (huur)  | Primera División      | 15   | 1     |
| 2013/14    | Blackburn Rovers        | Championship          | 5    | 0     |
| 2013/14    | → Rayo Vallecano (huur) | Primera División      | 17   | 3     |
| 2014/15    | Granada                 | Primera División      | 19   | 2     |
| 2015/16    | Granada                 | Primera División      | 35   | 6     |
| 2016/17    | Roebin Kazan            | Premjer-Liga          | 23   | 2     |
| 2017/18    | Roebin Kazan            | Premjer-Liga          | 4    | 0     |
| 2017/18    | → Levante UD            | Primera División      | 5    | 1     |
| 2018/19    | Levante UD              | Primera División      | 27   | 4     |
| 2019/20    | Levante UD              | Primera División      | 13   | 2     |
| Bijgewerkt | 14 december 2019        |                       |      |       |

## Interlandcarrière
In mei 2008 behoorde Rochina tot de Spaanse selectie die het Europees kampioenschap –17 in Turkije won. Hij scoorde tweemaal tegen Ierland. In juli 2010 nam hij deel aan het EK –19 in Frankrijk.
1 Vegas ·
2 Son ·
3 Toño ·
4 Pier ·
5 Radoja ·
6 Duarte ·
7 León ·
9 Roger ·
10 Bardhi ·
11 Morales  ·
12 Malsa ·
13 Fernández ·
14 Vezo ·
15 Postigo ·
16 Rochina ·
17 Vukčević ·
18 De Frutos ·
19 Clerc ·
20 Miramón ·
21 Gómez ·
22 Melero ·
23 Coke ·
24 Campaña ·
25 Doukouré ·
34 Cárdenas ·
Coach: López